# Alfredo Vargas
Pour les articles homonymes, voir Vargas.
Alfredo Vargas est un ancien arbitre chilien de football des années 1930 et 1940. 

## Carrière
Il a officié dans des compétitions majeures :
- Copa América 1937 (3 matchs)
- Copa América 1939 (2 matchs)
- Copa América 1941 (3 matchs)